# Могилино
Могилино (болг. Могилино) — село в Болгарии. Находится в Русенской области, входит в общину Две-Могили. Население составляет 269 человек.

## Политическая ситуация
В местном кметстве Могилино, в состав которого входит Могилино, должность кмета (старосты) исполняет Димитр Петров Димитров (Болгарская социалистическая партия (БСП)) по результатам выборов правления кметства.
Кмет (мэр) общины Две-Могили — Драгомир Дамянов Драганов (коалиция партий: Союз демократических сил, Демократическая партия, Демократы за сильную Болгарию, Земледельческий народный союз) по результатам выборов в правление общины.